# 1052
سنة 1052 كانت سنة كبيسة تبدأ يوم الأربعاء (الرابط يظهر نموذج التقويم الكامل للسنة) من التقويم اليولياني.

## أحداث
- أبريل: هزم الغزاة الهلالية جيش الخليفة الزناتي في معركة جبل حيدران وحسب ابن عذارى فقد دارت المعركة في اليوم الثاني لعيد الأضحى.[3][4]
- الأتراك السلاجقة يغزو أصفهان في بلاد فارس.
- يعود غودوين إيرل وسكس إلى إنجلترا من المنفى.

## مواليد
- 23 مايو - الملك فيليب الأول ملك فرنسا (توفي 1108)

## وفيات
- أبو الحسن الربعي.
- أبو جعفر السمناني.
- إدريس السامي بالله.
- إيما نورماندي.
- ابن بطلان.
- طغرل بوظان.
- عبدالرشيد بن محمود.
- غايمار الرابع من ساليرنو.
- محمد بن إدريس المهدي بالله.